# Gerald Lomax Smith
Gerald Lomax Smith ( n. 1949 ) es un botánico, profesor estadounidense, especialista en espermatófitas. Realizó extensas expediciones botánicas a EE. UU., ya Brasil
Smith es redactor del Proyecto Flora de Norteamérica, en la moderna florística de plantas vasculares de EE. UU., Canadá, Groenlandia.

## Algunas publicaciones

### Libros
- gerald lomax Smith, nancy craft Coile. 2007. Piptocarpha (Compositae: Vernonieae). N.º 99 de Flora neotropica. Edición ilustrada de New York Botanical Garden Press, 94 pp. ISBN	0893274828

- ------------------------------. 1984. Revision of Piptocarpha R.Br. Editor University of Georgia, 558 pp.

- ------------------------------. 1974. Plant-water relationships in Brassica oleracea L. var. Acephala DC. resulting from Xanthomonas campestris (Pammel) Dawson infection. Editor	Wake Forest University, Department of Biology, 148 pp.

- La abreviatura «G.Lom.Sm.» se emplea para indicar a Gerald Lomax Smith como autoridad en la descripción y clasificación científica de los vegetales.[2]